# Twin Island (Bronx)
Twin Island sont deux îles de New York dans le Bronx aux États-Unis, une des îles Pelham.

## Géographie
Les Twin Island mesurent environ 482 m de longueur sur approximativement 329 m de largeur. Elles se situent à l'extrémité est de Orchard Beach (en) dans le City Island Harbor du Long Island Sound.

## Histoire
Boisées avec un socle rocheux exposé avec des stries glaciaires, les Twin Island (les « jumelles ») étaient autrefois de véritables îles de la baie de Pelham, mais sont maintenant reliées entre elles et à Orchard Beach et à proximité de Rodman's Neck (en) par un terre-plein créé en 1937. Les deux îles sont reliées entre elles par un mince pont terrestre de vasière. L'île la plus à l'ouest a été reliée à l'île Hunter voisine par un pont de pierre artificielqui est maintenant en ruines dans l'un des derniers marais salants de la ville.
Les Twin Island appartiennent à NYC Parks depuis l'acquisition en 1888 de Pelham Bay Park. Un court de tennis a été construit sur l'île en 1899.